# Dihydrouridin
Dihydrouridin (D, UH2, Uh) ist ein Nukleosid und kommt in der tRNA, rRNA, snRNA und chromosomaler RNA vor. Es besteht aus der β-D-Ribofuranose (Zucker) und der Nukleinbase Dihydrouracil. Es entsteht durch Addition zweier Wasserstoffatome zu Uridin, so dass ein vollständig gesättigter Ring ohne weitere Doppelbindungen entsteht.

## Eigenschaften
Dihydrouridin bildet mit Adenosin ein Basenpaar.

Strukturformel eines A-D-Basenpaars

Der Ring ist aufgrund der fehlenden Doppelbindung nicht planar und dadurch flexibler. Dihydrouridin destabilisiert erheblich die C3'-endo-Konformation des Zuckers, die für die Ausbildung der A-Typ-helikalen RNA notwendig ist. Dihydrouridin begünstigt dagegen die C2'-endo-Konformation des Zuckers, diese ist flexibler als die C3'-endo-Konformation. Es ist eine größere konformative Flexibilität und dynamische Bewegung in solchen Regionen der RNA anzutreffen, wo tertiäre Wechselwirkungen und Schleifenbildung gleichzeitig erforderlich sind. Während also Pseudouridin und 2'-O-Methylierungen die lokale RNA-Struktur stabilisieren, ist dies bei Dihydrouridin das Gegenteil.
In der tRNA ist Dihydrouridin recht häufig vertreten, aufgrund des häufigen Vorkommens in einem Abschnitt wird ein Teil der tRNA als Dihydrouracil-Arm/-Schleife bezeichnet.

Eine tRNAPhe aus S. cerevisiae.[5] Dihydrouracil ist hier mit D gekennzeichnet.
Eine tRNAAla aus S. cerevisiae. Dihydrouracil ist hier mit D gekennzeichnet.

tRNA von Organismen, die bei niedrigen Temperaturen wachsen (Psychrophile), besitzen hohe 5,6-Dihydrouridin-Gehalte (40–70 % mehr als im Durchschnitt), die die notwendige lokale Flexibilität der tRNA bei oder unter dem Gefrierpunkt gewährleisten.